# أكثر من رأي
أكثر من رأي كان برنامجا تلفزيونيا يبث إسبوعيا كل جمعة على قناة الجزيرة من تقديم سامي حداد، موجّه للنخبة والمتعلمين. انتهى بثه في نوفمبر من عام 2009.
البرنامج كان يبث من مكتب الجزيرة في لندن، المملكة المتحدة، كما كان يبث في فترات من الدوحة وعواصم أخرى، وعند غياب حداد تناوب على تقديم البرنامج عدد من مقدمي الجزيرة مثل توفيق طه.